# 앨프 랜던
앨프레드 모스먼 랜던(Alfred Mossman Landon, 1887년 9월 9일 ~ 1987년 10월 12일)은 1933년부터 1937년까지 캔자스주지사를 지낸 미국의 공화당 정치인이었다. 그는 공직을 위하여 나가기 전에는 은행원으로 경력을 쌓았고, 캔자스의 유정 사업을 경영하며 큰 돈을 벌었다. 랜던은 1930년대에 공화당에서 주요 인물이었다. 그는 1936년 미국 대통령 선거에서 프랭클린 D. 루스벨트에게 압도적 패배를 당한 공화당 후보로 매우 잘 알려져있다. 공화당은 민주당이 사회보장제도를 도입할 것이라며 선거 내내 강하게 비판하였다. "리터러리 다이제스트"는 공화당의 승리라는 역사적인 오측을 남겼다. 하지만 랜던은 루스벨트에게 실제 선거에서 조지 워싱턴 이래로 가장 압도적인 패배를 당했다. 그러나 말년에는 마셜 플랜과 린든 B. 존슨의 "위대한 사회" 프로젝트에 참여하기도 했다.

## 어린 시절
펜실베이니아주 웨스트미들섹스에서 존 매뉴얼 랜던과 앤 모스먼에게 태어났다. 후에 그들은 오하이오주 매리에타로 이주하여 랜던은 매리에타 아카데미에서 수학하였다. 결국 그들은 캔자스주에 정착하였다. 랜던은 1908년 법학 학위와 함께 캔자스 대학교를 졸업하였다. 그는 처음에 은행업에서 경력을 속행하였으나 1912년 그는 독립적인 석유 생산자가 되었다. 1915년 1월 9일 그는 마거릿 플레밍에게 결혼하였으나 3년 후 그녀가 사망하면서 그들의 생활이 오래가지 못하였다. 12년 후에 그는 시오 콥에게 재혼하였다. 제1차 세계 대전이 일어난 동안 그는 화학전 부대에서 중위로서 미국 육군에 복무하였다. 자신의 첫 부인의 사망에 이어 랜던은 1929년까지 사업에만 전념했고, 석유 산업에서 백만장자가 되었다.

## 정치 경력
랜던은 젊은 시절부터 정치에 관심이 많았다. 1912년 대선에서 랜던은 24세였는데, 시어도어 루스벨트의 진보당 출마를 성원하였고, 1922년 캔자스주 지사의 개인 비서를 지냈다. 그는 후에 택사스 주에서 자유주의 공화당 대표로서 알려지게 되었다. 그는 1928년 공화당 주립 중앙 위원회의 의장으로 선출되었다. 그해 캔자스주에서 공화당의 성공적인 대선 캠페인과 주지사의 선거 운동을 지도하였다.
랜던은 1932년 캔자스주지사로 선출되었다. 1934년에 재선된 그는 그해 재선되는 데 성공한 미국에서 단 한 명의 공화당 주지사였다. 그는 1933년부터 1937년까지 주지사를 지냈다. 주지사로서 랜던은 세금을 삭감하고 주의 예산 균형을 이루었다. 랜던은 재정적 보수주의자로서 묘사되었지만, 그는 의외로 정부가 사회 문제에 개입해야한다고 생각했다. 그는 뉴딜 정책의 일부를 받아들였으며, 노조도 일부 지원하였다.

## 1936년 대통령 선거

1936년 미국 대통령 선거 결과를 보여주는 지도. 적색이 버몬트주와 메인주 만을 랜던이 가져간 것으로 보여준다.

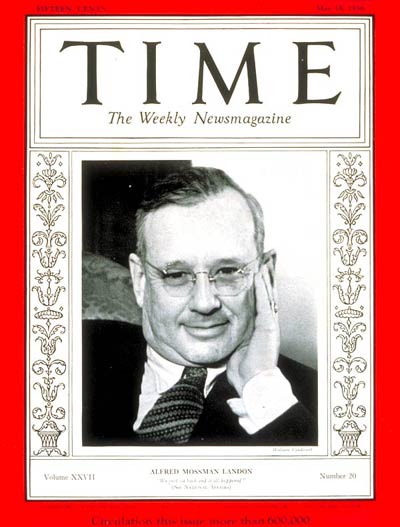
1936년 타임 표지에 나온 랜던

1936년 랜던은 프랭클린 D. 루스벨트의 재선을 막기 위해 공화당 대통령 후보 경선에 출마하였다. 그해 공화당 전당 대회에서 랜던의 선거 운동 관리자 존 해밀턴은 허버트 후버의 지원을 받는 주류 진영에 대항하는 당의 젊은 인사들을 동원하였다. 랜던은 첫 경선 투표에 후보 지명을 따냈고, 전당 대회에서 그의 러닝메이트로서 시카고의 신문 발행인 프랭크 녹스를 선발하였다.
랜던은 전국 유세에 활발하게 참여하지 않음으로서, 스스로 무능한 후보임을 증명하였다. 1936년 미국 대통령 선거가 열린 동안 루스벨트에 대부분의 공격과 사회보장은 랜던 자신보다 오히려 공화당의 선거 운동가들에 의하여 개발되었다. 후보 지명 직후 첫 2달 간 그는 아무런 선거 유세에 나오지 않았다. 기고가 웨스트브룩 페글러는 이렇게 풍자하였다. - "캔자스주 토피카의 앨프레드 M. 랜던이 모습을 드러내지 않는 것을 둘러싸고 많은 설득력 있는 주장들이 나오고 있다. 실종자 수색국에서도 그의 외모와 여러 특징을 담은 문건을 뿌리고 있는 상황이다. 그의 행방에 관한 정보를 가진 자는 공화당 국립 위원회에 직접 제보해주길 바란다."
랜던은 루스벨트를 존경하고 또 존중했으며, 뉴딜을 상당부분 받아들였다. 그러나 경제에 악영향을 미치며, 너무나 많은 낭비와 불합리가 많다고 평가하였다. 선거 운동 말미에 랜던은 루스벨트를 부패로 고발하였다. 루스젤트의 거대한 권력이 헌법을 훼손하고 있다는 취지였다. 랜던은 다음과 같이 말하였다.
대통령은 우쭐거리며 "우리는 새로운 공적 권력의 수단을 구축했다"라고 장담했습니다... 그는 이 수단을 통해 권력이 "국민들의 자유를 위해 통제되고, 대중을 섬기게 하겠다"라고 진정성을 다해 말하였습니다. 이런 권력은 일시적 조치로서 양해되었습니다. 그러나 권력이 목적을 달성하고, 위급상황이 완전히 끝난 상황에서도, 이제 이런 권력이 사라지고 나면 다른 위급상황이 올 것이라는 주장을 듣게 됩니다. 다시 말해서, 대통령 손에 권력이 집중 된 현실을 일시적 위급상황을 두고서만 논의해서는 안되겠습니다. 그 현실은 영구적인 국내 정책의 향방을 결정하는 문제이기 때문입니다. 제 의견은, 1933년의 '긴급 사태'는 단순한 핑계에 불과했다는 겁니다. 국가 경제 계획-이라고 현 행정부에서 표현하고 있는 이 정책-은 미국식 제도의 기본 이상을 위반합니다. 경제 계획의 댓가는 경제적 자유의 상실입니다. 그리고 경제적 자유와 개인의 자유는 서로 손으로 맞닿아 있습니다.

1936년 미국 대통령 선거는 엄청나게 편중된 결과로 나타났다. 랜던은 고작 1천 7백만 표를 얻었다. 스타 육상 선수 제시 오언스의 지지를 받았음에도, 그는 거의 1천만표 차로 패했다. 그는 자신의 고향 캔자스주를 잃었고, 고작 총 8개의 선거인단을 확보하며 메인주와 버몬트주를 가져갔다. 루스벨트가 확보한 선거인단은 523명이었다. 루스벨트의 승리는 1820년 이래 가장 거대한 선거 승리였고, 너무나 압도적이었다. 민주당 영수 제임스 팔리는 "메인 주가 가면, 버몬트 주도 따라 간다"라는 농담으로 이 대선을 표현했는데, 원래 이 표현은 메인 주의 결과가 대선과 일치한다는 "메인 주가 가면, 미국도 따라간다"라는 속설에서 유래한 표현이었다.

## 이후의 생애와 유산

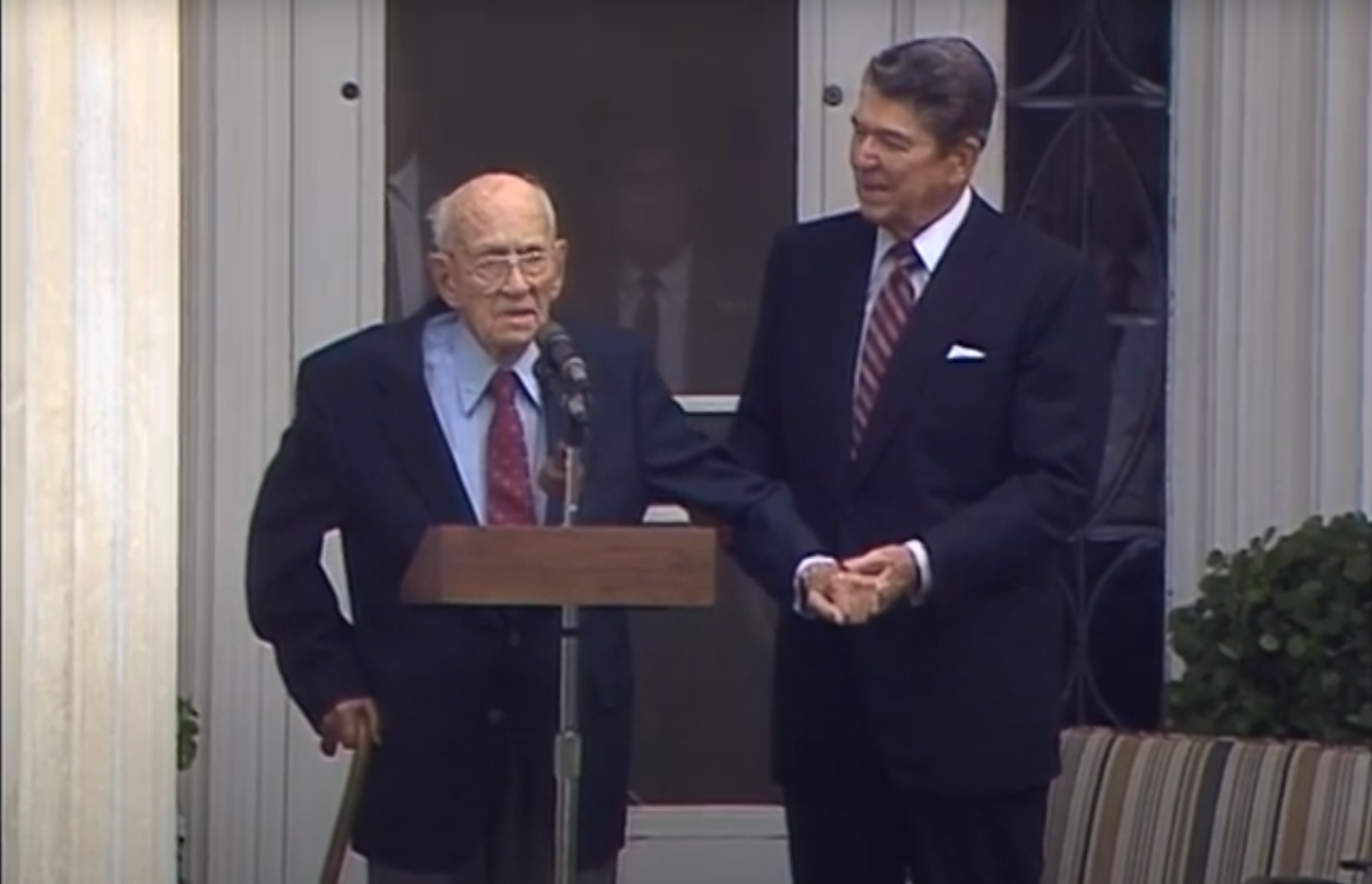
100세 생일을 맞기 3일 전 로널드 레이건 대통령과 함께 (1987년 9월 6일)

자신의 패배에 이어 랜던은 캔자스주지사로서 자신의 3번째 임기 기간을 끝내고 석유 산업으로 복귀하였다. 그는 다시는 공공 선택 사무직을 추구하지 않았다.
1932년과 1936년 공화당원들의 패배는 자신들의 당을 쓴 당의 내분의 시기로 던져넣었다. 랜던은 1938년 이 내부 논쟁을 끝내고, 1940년 대통령 선거 운동에서 후보의 새 조직을 준비하는 데 도움을 주고, 그리고 외교 정책에서 고립주의자와 국제주의자들 사이에 타협하는 데 중요한 역할을 하였다. 랜던은 루스벨트 대통령의 3선 포기를 조건으로 내걸었기에 루스벨트의 내각에 들어가는 데 실패하였다.
1939년 유럽에서 전쟁이 터진 후, 랜던은 중립법을 성원한 미국 우선주의 같은 고립주의자들과 싸웠다. 그는 미국이 싸우지 않는다고 결정해서 나치 독일을 오판하게 할까봐 두려워했다. 1940년 그는 무기대여법에 반대하는 연설을 하여 대신 영국에 50억 달러를 투자할 것을 촉구하였다. 전쟁 후에 그는 높은 국내 지출에 반대한 동안 마셜 플랜을 후원하였다. 국공내전에서 공산당이 중국을 차지한 후, 마오쩌둥 정부를 인정하고 유엔으로 중공을 가입시키자는 주장이 아직도 미국의 주요 정당들 양당의 리더십과 신봉자들 중에 매우 인기없는 입장이었을 때 랜던은 그 주장을 옹호한 첫 사람들 중의 하나였다.
1961년 그는 미국이 유럽 공동 시장으로 가입하는 데 촉구하였다. 1962년 11월 그가 자신의 정치적 철학을 묘사해달라는 요청을 받았을 때, 랜던은 "난 실천적인 진보주의를 말하고 싶습니다. 공화당이든, 어떤 정당이든 나날이 커지고 복잡해져가는 산업 사회를 이해해야한다는 뜻이지요. 그리고 나는 공화당이 진정으로 산업 사회를 깨달았다고 생각하지는 않습니다."라고 말하였다. 1960년대 후기에 랜던은 노인 의료보험과 위대한 사회 프로그램들에 린든 B. 존슨 대통령을 후원하였다.
1966년 12월 13일 랜던은 캔자스주 맨해튼에 있는 캔자스주립 대학교에서 첫 "랜던 강의"를 하였다. "국제 관계에서 새로운 도전들"의 타이틀을 가진 랜던의 강의는 오늘날로 지속되는 공공 문제 강의의 시작이었고, 7명의 미국 대통령들 (리처드 닉슨, 제럴드 포드, 지미 카터, 로널드 레이건, 조지 H. W. 부시, 빌 클린턴과 조지 W. 부시)을 포함하여 다수의 세계 지도자들이 뒤를 이었다.
1987년 10월 12일 랜던은 자신의 100세 생일을 맞은지 34일 후에 토피카에서 사망하였다. 1984년, 1925년부터 1933년까지 알래스카 준주의 지사였던 조지 알렉산더 파크스이 사망한 뒤로, 그는 죽을 때까지 미국 전체의 전현직 주지사 가운데 가장 고령자로 있었다. 그가 사망 후, 타이틀은 켄터키주의 앨버트 B. 챈들러에게 갔다. 랜던은 쇼니군에 있는 마운트 호프 묘지에 안장되었다.
그의 딸 낸시 카세바움은 캔자스주 상원이었다. 1978년 미국 상원으로 선출된 그녀는 1984년과 1990년에 재선되었다. 그녀의 2번째 남편은 그녀의 전직 상원 동료 테네시주의 하워드 베이커 주니어였다.

## 역대 선거 결과
| 선거명      | 직책명        | 대수 | 정당   | 득표율 | 득표수 (선거인단)  | 결과 | 당락              |
| ----------- | ------------- | ---- | ------ | ------ | ------------------ | ---- | ----------------- |
| 1932년 선거 | 캔자스 주지사 | 26대 | 공화당 | 34.82% | 278,581표          | 1위  | 캔자스주지사 당선 |
| 1934년 선거 | 캔자스 주지사 | 26대 | 공화당 | 53.51% | 422,030표          | 1위  | 캔자스주지사 당선 |
| 1936년 선거 | 미국의 대통령 | 32대 | 공화당 | 36.54% | 16,684,231표 (8명) | 2위  | 낙선              |